# Sei Lob und Ehr dem höchsten Gut
Sei Lob und Ehr dem höchsten Gut (Louange et gloire au Bien suprême) (BWV 117), est une cantate de Johann Sebastian Bach composée à Leipzig dans la période 1728-1731 pour une occasion inconnue, peut-être un mariage.
Le texte est de Johann Jakob Schütz. Le thème du chœur est repris de la cantate Es ist das Heil uns kommen her BWV 9.

## Structure et instrumentation
La cantate est écrite pour deux flûtes traversières, deux hautbois, deux hautbois d'amour, deux violons, alto, basse continue, quatre solistes vocaux (soprano, alto, ténor, basse) et chœur à quatre voix.
Il y a dix mouvements :
1. chœur : Sei Lob' und Ehr' dem hochsten Gut
2. récitatif : Es danken dir die Himmelsher, o Herrscher, basse
3. arioso : Gebt unserm Gott die Ehre, basse
4. aria : Was unser Gott geschaffen hat, ténor
5. chœur : Ich rief dem Herrn in meiner Not
6. récitatif : Der Herr ist noch und nimmer nicht von seinem Volk geschieden, alto
7. aria : Wenn Trost und Hülf' ermangeln muss, basse
8. aria : Ich will dich all mein Leben lang, alto
9. récitatif : Ihr, die ihr Christi Namen nennt, ténor
10. chœur : So kommet vor sein Angesicht